# Speed of Light (chanson d'Iron Maiden)
Singles de Iron Maiden
El Dorado
(2010) Empire of the Clouds
(2016)
Speed of Light est un single du groupe de heavy metal britannique Iron Maiden issu de leur seizième album studio The Book of Souls sorti en 2015. D'après le groupe, la chanson est un hommage au jeu vidéo. Un clip réalisé par Llexi Leon sort le 14 août 2015.

## Personnel
- Bruce Dickinson – chant
- Steve Harris – basse
- Dave Murray – guitare
- Adrian Smith – guitare
- Janick Gers – guitare
- Nicko McBrain – batterie